# Christian Hülsmeyer

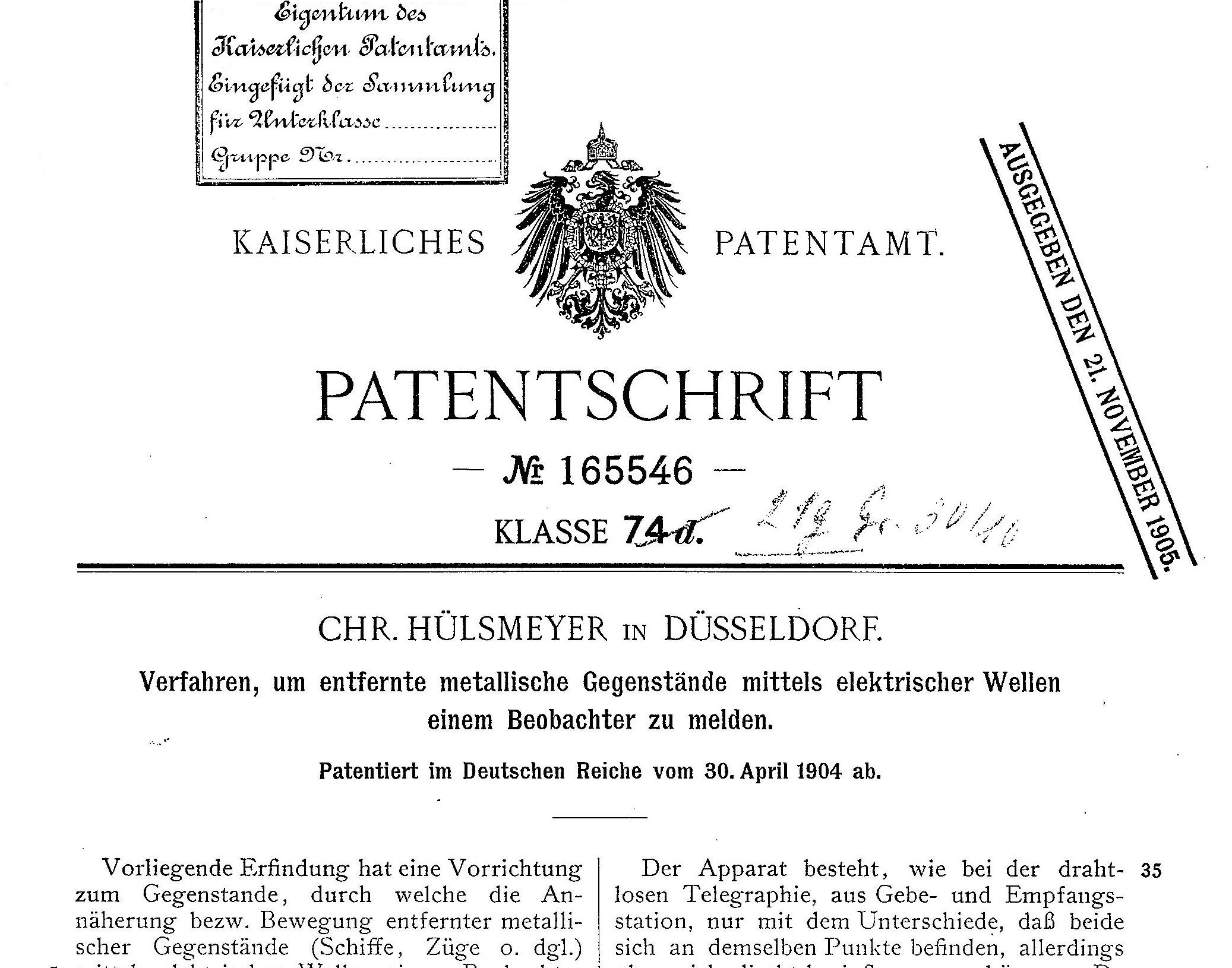
Patentschrift für Hülsmeyers Telemobiloskop

Christian Hülsmeyer (* 25. Dezember 1881 in Eydelstedt; † 31. Januar 1957 in Ahrweiler) war ein deutscher Unternehmer und Erfinder. Er gilt als Erfinder des Radars.

## Biografie
Hülsmeyer wurde als jüngstes von fünf Kindern von Johann Heinrich Ernst Hülsmeyer und Elisabeth Wilhelmine Brenning geboren. Er besuchte die Dorfschule; sein Lehrer erkannte seine Begabung und ermöglichte ihm ab 1896 das Studium am Bremer Lehrerseminar; sein Berufswunsch war Lehrer. 

### Erste Experimente zu elektromagnetischen Wellen
Hülsmeyer interessierte sich für Physik, besonders für die Forschungen von Heinrich Hertz über Elektromagnetische Wellen. Bei Experimenten mit den Hertz’schen Spiegelversuchen im Physiksaal des Bremer Lehrerseminars kam er auf eine für die Entwicklung der Radartechnik bahnbrechende Idee: er stellte fest, dass von einem Sender ausgesandte und von Metallflächen zurückgeworfene elektrische Wellen zur Ermittlung entfernter metallischer Objekte verwendet werden können – sein besonderes Interesse galt Schiffen. Er experimentierte und entwickelte die Theorie, dass elektrische Wellen von metallischen Flächen zurückgeworfen werden, weiter. Sein Plan war, ein System zu erfinden, mit dem Wellen gesendet und empfangen werden, um beispielsweise die Position von Schiffen oder Zügen festzustellen.
1899 verließ er die Schule und ging bei Siemens-Schuckert in Bremen in die Lehre.

### Entwicklung des Telemobiloskops ab 1902
1902 zog Hülsmeyer nach Düsseldorf und arbeitete dort an der Entwicklung seines Systems weiter. Um seine Pläne zu finanzieren, gründete er mit seinem Partner und Geldgeber Heinrich Mannheim und 5.000 Reichsmark als Start-Kapital zum 5. Mai 1904 die „Telemobiloskop-Gesellschaft Hülsmeyer und Mannheim“. Mit dem Geld konnte er die erforderlichen Geräte bauen. Seine Erfindung nannte er „Telemobiloskop“: System zum Erkennen von entfernten beweglichen Gegenständen. Am 30. April 1904 meldete er seine Erfindung in Deutschland zum Patent an.
Am 18. Mai 1904 führte Hülsmeyer unter der Dombrücke (im Volksmund Mausefalle genannt) in Köln einer neugierigen Menschenmenge seine Erfindung vor. Er baute dort am Ufer sein Gerät auf, das elektrische Wellen bis zu drei Kilometer auf das Wasser sendete. Als ein Schiff sich näherte, von den Wellen erfasst wurde und diese zurückwarf, erklang als Bestätigung im Empfänger eine Klingel, und über ein „Kompass“ genanntes Gerät konnte vergleichbar einer Rundsichtanzeige die Richtung angezeigt werden, aus der das Schiff kam. Das wäre auch an einem vom Gerät entfernten Standort wie der Schiffsbrücke möglich gewesen.
Am 10. Juni 1904 trug er in Rotterdam auf Kongressen seine Erfindung vor und zeigte auch im Hafen den Direktoren von internationalen Schifffahrtslinien sein System. Er stieß aber auf wenig Interesse, obwohl die Presse sogar bis in die USA ausführlich über die gelungene Vorführung berichtete. Hülsmeyer verbesserte die Leistung seines Systems und plante sogar eine Reichweite von bis zu 10.000 Metern. Im Herbst 1904 soll sich das Telemobiloskop bei einer ergänzenden Vorführung in den Niederlanden jedoch nicht so verhalten haben, wie es erwartet wurde. Seine Hoffnung, das Telemobiloskop als Sicherheitssystem zur Vermeidung von Schiffszusammenstößen zu verkaufen, erfüllte sich also nicht. Obwohl solche Zusammenstöße häufig vorkamen, hatten weder die Schiffbauindustrie, die neu entstandene Funkindustrie, die Schifffahrtslinien noch die Kaiserliche Marine Interesse an seiner Erfindung. Begründung der Kriegsmarine war, dass Dampfpfeifen über eine größere Entfernung hörbar seien, als Schiffe vom „Telemobiloskop“ entdeckt werden könnten. Auch die neu gegründete Firma Telefunken teilt am 21. August 1905 mit, dass sie für das Patent keine Verwendungsmöglichkeit sehe. Insgesamt gab er für Entwicklung, Patentierung und Marketing 25.000 Reichsmark aus, verdiente aber nichts damit.
Der Titel der Patentschrift Nr. 165.546 vom 30. April 1904 lautet: „Verfahren, um entfernte metallische Gegenstände mittels elektrischer Wellen einem Beobachter zu melden. Vorliegende Erfindung hat eine Vorrichtung zum Gegenstand, durch welche die Annäherung beziehungsweise Bewegung entfernter metallischer Gegenstände (Schiffe, Züge oder dergleichen) mittels elektrischer Wellen einem Beobachter durch hör- oder sichtbare Signale gemeldet wird ...“. Am 11. November 1904 reichte er den Antrag für ein Zusatzpatent zur Entfernungsmessung ein. Es wurde am 2. April 1906 als separates Patent (DE 169154) erteilt. Im Prinzip beschreibt es die Verwendung von zwei vertikalen Messungen und trigonometrischer Berechnung der ungefähren Entfernung. Er ließ seine Erfindung in mehreren Ländern Europas (am 10. Juni 1904 in Großbritannien unter der Nr. 13.170) und in den USA patentieren. Teile seines Telemobiloskops sind seit 1958 im Bereich Schifffahrt des Deutschen Museums in München ausgestellt. Auch im Deutschen Schifffahrtsmuseum in Bremerhaven wird seit 1990 einer seiner Kohärer ausgestellt.
Am 11. Oktober 1905 beendete Christian Hülsmeyer seine Bemühungen um eine Vermarktung des Telemobiloskops, ließ die mit seinem Partner Heinrich Mannheim zusammen betriebene Firma „Telemobiloskop – Gesellschaft Hülsmeyer und Mannheim“ beim königlichen Amtsgericht in Köln aus dem Firmenregister löschen und wendete sich anderen Aufgaben zu.
Die Zeit war 1904 noch nicht reif für seine Entwicklung, das Telemobiloskop, das später mit einem Radar verglichen wurde. Der Denkansatz konnte erst im Laufe der 1920er und 1930er Jahre durch andere Personen wie Rudolf Kühnhold, Hans Erich Hollmann oder Robert Watson-Watt in großem Maße verwendbar gemacht werden. Insbesondere unter dem Aspekt der gestiegenen Belegung der Funkfrequenzen halfen dann Verstärkerröhren, frequenzselektive Bauteile und ausgeprägtere Richtantennen bei der Realisierung.

### Heißwasser- und Werkzeugmaschinenbau 1906 bis 1953
1906 gründete Hülsmeyer in Düsseldorf eine Vertretung für die Produktion von Glühlampen und Werkzeugmaschinen, 1907 dann die Firma „Christian Hülsmeyer Kessel- und Apparatebau“ an gleichem Ort, die unter anderem Rostschutzfilter, Wasserfilter für Heißwassergeräte, Hochdruckarmaturen und andere für Heißwassergeräte notwendigen Teile herstellte. Um 1910 erwarb er ein Firmengrundstück in Düsseldorf-Flingern. Im selben Jahr heiratete er Luise Petersen aus Bremen, mit der er zwischen 1911 und 1924 sechs Kinder hatte. Auch dank 180 anderen Patenten im In- und Ausland wurde er ein wohlhabender Mann. Die Firma lief bis 1953 trotz kleiner Einbrüche während der Inflation 1923 und während der Kriege insgesamt zufriedenstellend. Wegen einer Erkrankung wurde er während des Krieges nicht eingezogen.

### Späte Anerkennung
Nach dem Zweiten Weltkrieg, der die Bedeutung des Radars deutlich aufgezeigt hatte, begann man auch in Deutschland wieder, sich seiner wegweisenden Erfindung zu erinnern. 1948 fiel dem Historiker Franz Maria Feldhaus aus Wilhelmshaven in seinen Aufzeichnungen die Erwähnung des Telemobiloskops von 1904 auf, und er brachte am 10. November 1948 in einem Artikel in der „Rheinischen Post“ Christian Hülsmeyer mit der Erfindung des Radars in Verbindung. Das löste unter dem Aspekt, dass Winston Churchill Robert Watson-Watt für die Erfindung des Radars einen Adelstitel verleihen wollte, Diskussionen bis in hohe Regierungskreise aus. 1953 waren Robert Watson-Watt und Christian Hülsmeyer Gäste einer Radarkonferenz in Frankfurt, und bei dieser Gelegenheit wurde die Formulierung gefunden, dass Robert Watson-Watt mindestens nicht der alleinige Begründer des Radars sei. 1957 starb Christian Hülsmeyer im Ahrweiler und wurde in Düsseldorf auf dem Nordfriedhof beerdigt.
Am 19. Oktober 2019, 115 Jahre nach der Demonstration seines Telemobiloskops in Köln, ehrte das Institute of Electrical and Electronics Engineers Christian Hülsmeyer mit zwei Gedenktafeln, in Deutsch und Englisch, am Kölner Rheinufer. Ehrengäste waren neben den Nachfahren Hülsmeyers auch Konrad Adenauer, der älteste Enkelsohn des ersten deutschen Bundeskanzlers und Zeitgenosse Hülsmeyers, der den Erfinder schon einmal im Jahr 1956 persönlich ausgezeichnet hatte.

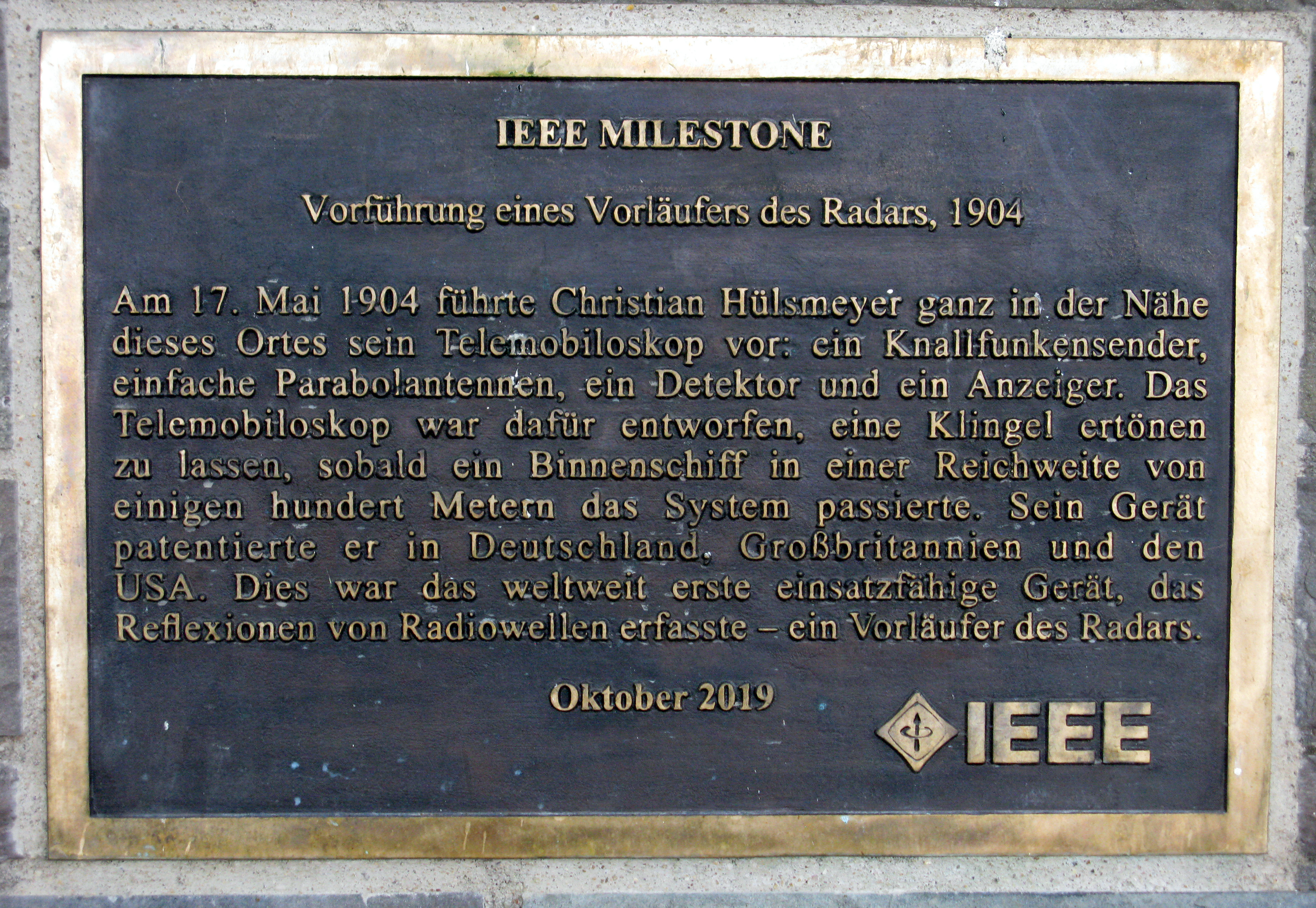
Gedenktafel am Kölner Rheinufer
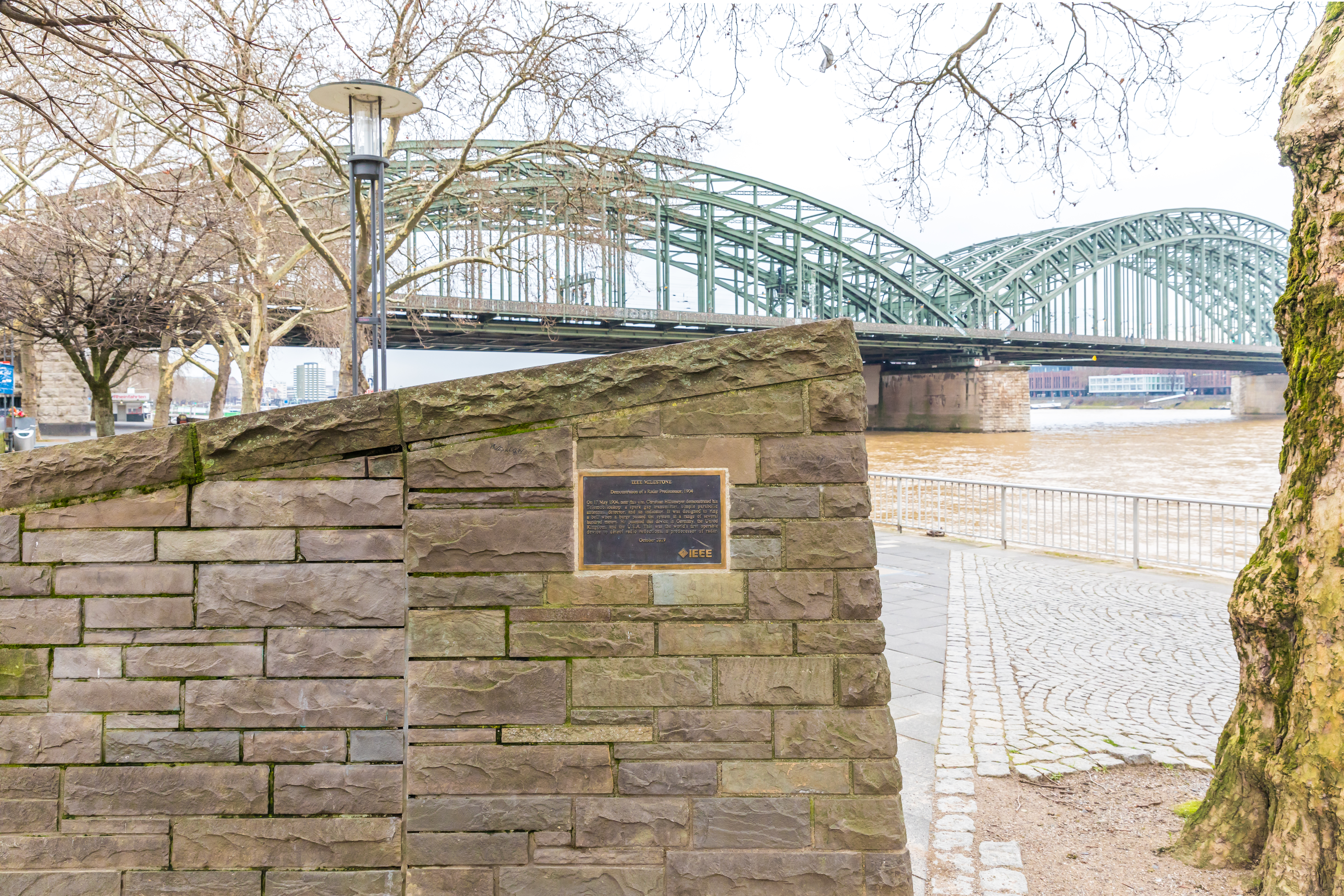
Umgebung der Gedenktafel
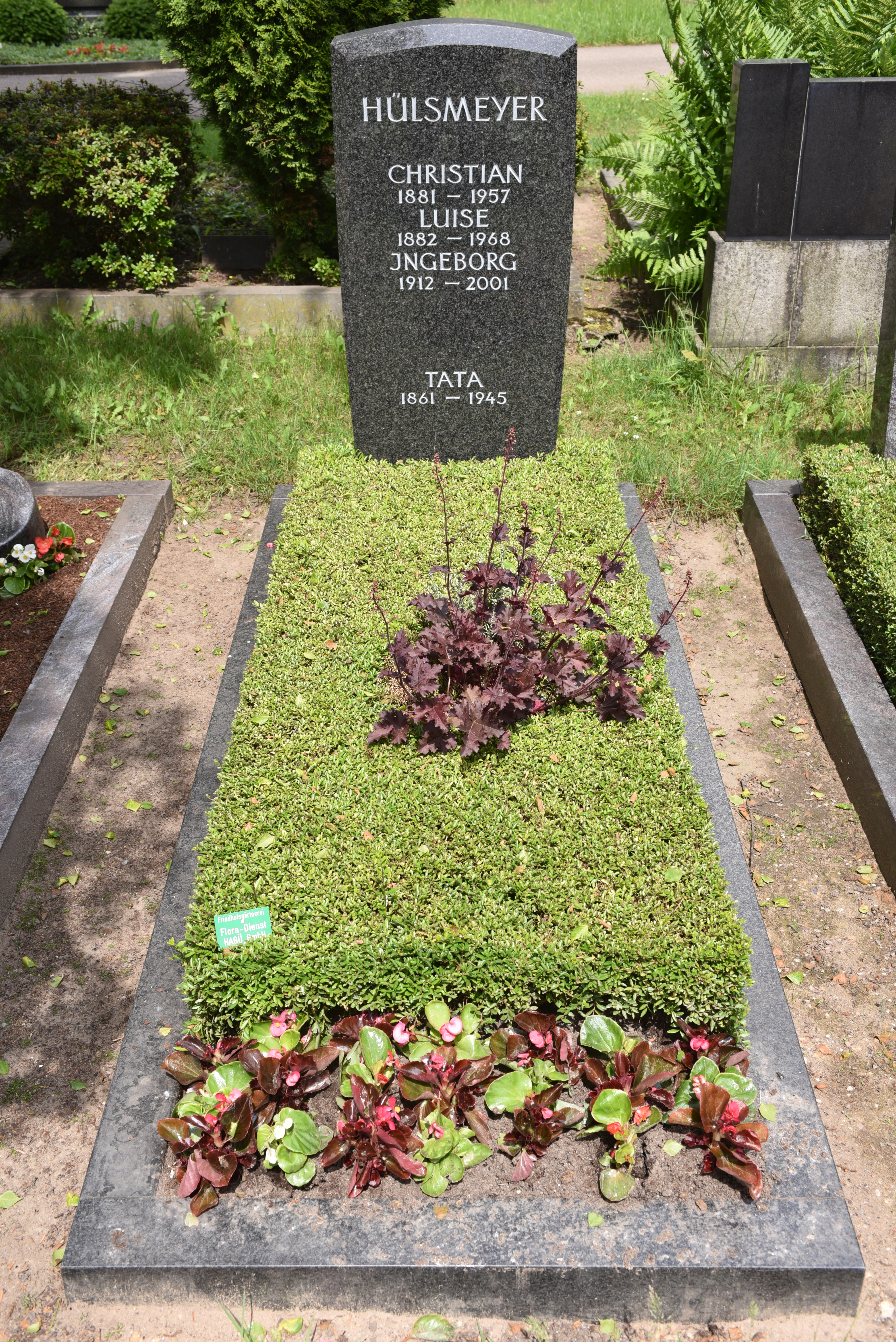
Grab von Christian Hülsmeyer

## Ehrungen
- Nach ihm sind einige Straßen, Schulen und Wege benannt worden u. a. in Barnstorf, Cuxhaven, Darmstadt, Düsseldorf und Eydelstedt.